# フランクフルト (軽巡洋艦)
フランクフルト (SMS Frankfurt) はドイツ海軍の巡洋艦。ヴィースバーデン級小型巡洋艦の1隻。

## 艦歴

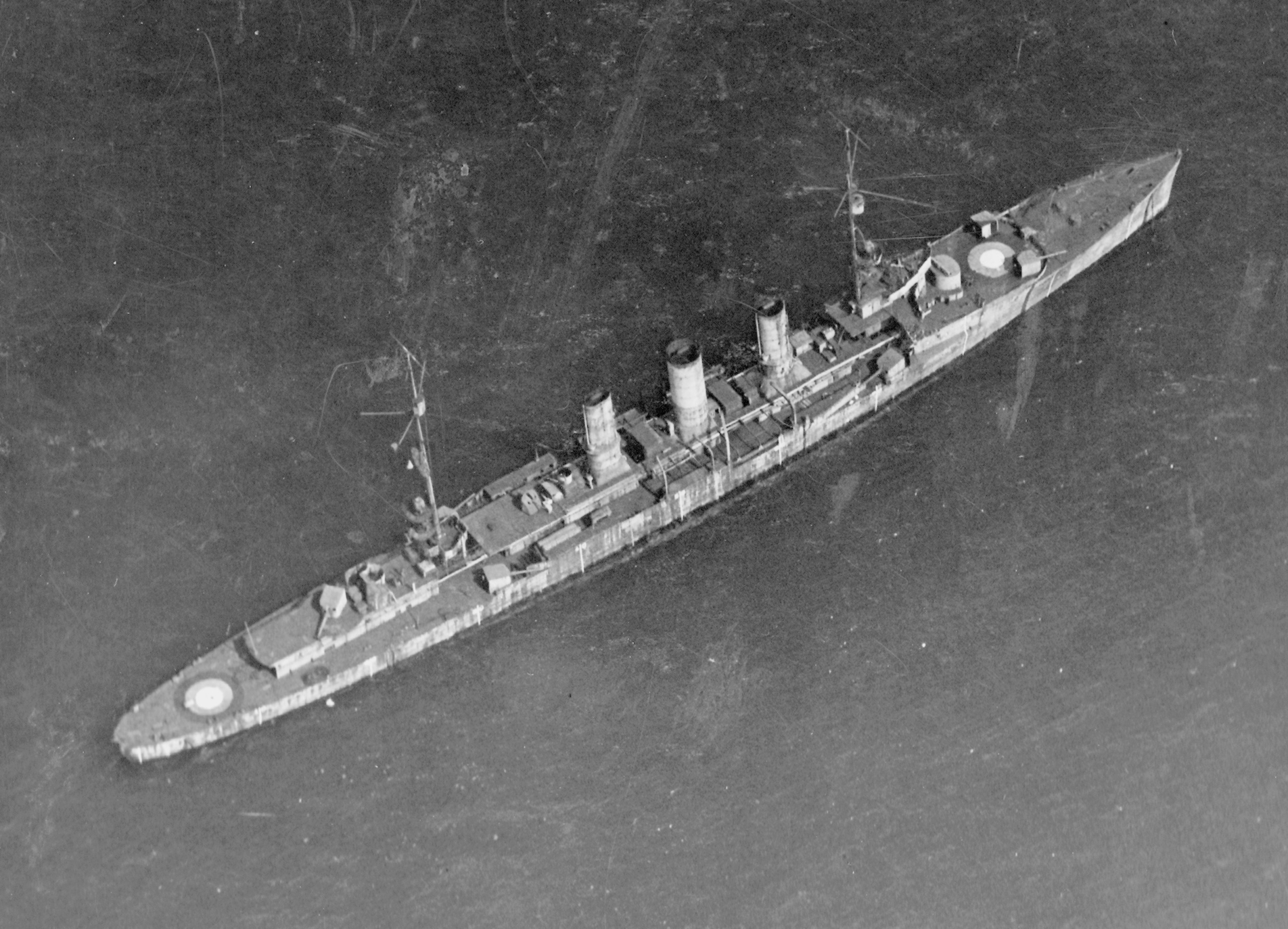
1921年時の本艦

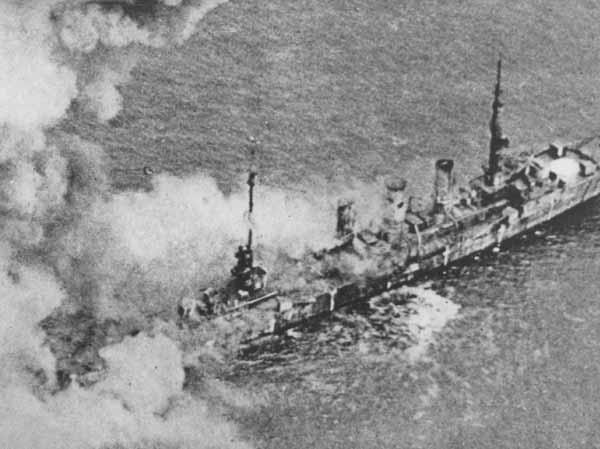
1921年に爆撃を受けた後の本艦

1915年3月30日進水。同年8月20日就役。
1915年10月12日に試験が完了すると、フランクフルトは第2偵察群に配属された。フランクフルトはスカゲラク海峡およびカテガット海峡で通商破壊を実行した。1916年3月と4月には、フランクフルトは何度かイギリス東岸への攻撃を行った。ユトランド沖海戦時はフランクフルトはFrederick Boedicker少将が率いる第2偵察群の旗艦であった。海戦では同型艦のヴィースバーデンが沈み、フランクフルトも少し命中弾を受けた。
1917年秋、フランクフルトはバルト海のエーゼル島などの攻略作戦（アルビオン作戦）に参加した。それから北海に戻り、1917年11月17日に第2次ヘルゴラント・バイト海戦に参加した。フランクフルトは数発の命中弾を受け、6名の死者と18名の負傷者を出した。
1918年8月12日、フランクフルトは第4偵察群に加わった。フランクフルトは敷設巡洋艦ブルンマーのかわりとしてバルト海へ向かったが、5日後に巡洋艦レーゲンスブルクと交代して北海に戻った。ヴィルヘルムスハーフェンの工廠に滞在した後、フランクフルトは再びバルト海へ移動した。1918年10月21日、フランクフルトは潜水艦UB89に衝突し、UB89は沈没した。
戦後スカパ・フローに抑留された。1919年6月21日に自沈命令が出されたが、フランクフルトはイギリスの手により浅瀬に座礁させられた。フランクフルトはアメリカに引き渡され、1921年に爆撃実験で沈められた。